# Томизь (селище)
Томи́зь (рос. Томызь) — селище у складі Афанасьєвського району Кіровської області, Росія. Входить до складу Литкинського сільського поселення.
Населення становить 218 осіб (2010, 316 у 2002).
Національний склад станом на 2002 рік — росіяни 96 %.